# كلري (لاريجان السفلي)
کلري (بالفارسية: کلری) هي قرية تقع في إيران في قسم لاریجان السفلی الريفي. يقدر عدد سكانها بـ 73 نسمة بحسب إحصاء 2016.